# Paul Fromageot
Paul Fromageot est un avocat et historien français.

## Biographie
Après avoir suivi sa scolarité à Versailles, il sort diplômé de la Faculté de droit de Paris, s'inscrit comme avocat au barreau de Paris en 1858 et est Secrétaire de la Conférence en 1861. Débutant dans le cabinet de Landrin puis secrétaire de l'avocat Nicolet, il est nommé membre du Conseil de l'Ordre des avocats en 1889 et de la Commission du musée et de la bibliothèque des avocats. Il devient également président d'un bureau d'assistance judiciaire à la Cour et de l'Œuvre des jeunes détenus.
Durant la guerre franco-allemande de 1870, il sert avec le grade de capitaine d'état-major au sein de la garde nationale.
S'occupant de travaux historiques, il est membre du Comité français des sciences historiques, de la Société de l'histoire de l'art français, de la Société de l'histoire de Paris et de l'Ile-de-France et de la Société historique du VIe arrondissement de Paris.

## Publications
- Victor Schnetz, directeur de l'École de Rome. L'insubordination de son pensionnaire Carpeaux (1916)
- La Rue du Cherche-Midi et ses habitants depuis ses origines jusqu'à nos jours (1915)
- Les Fantaisies littéraires, galantes, politiques et autres d'un grand seigneur, le comte de Lauraguais (1733-1824) (1914)
- Versailles en 1815. Le combat du 1er juillet. Son origine et ses suites (1913)
- Un acteur comique versaillais Jacques Charles Odry (1779-1853) (1912)
- Une cousine du Grand Condé. Isabelle de Montmorency, duchesse de Châtillon et de Mecklembourg (1911)
- Un disciple de Bach : Pierre-François Boely (1785-1858) (1909)
- Mme Du Barry de 1791 à 1793, d'après des documents inédits (1909)
- Une chasse à Versailles en 1408 (1908)
- Légendes et reliques versaillaises du Val Vigezzo en Ossola (Italie) (1908)
- Les hôtelleries, cafés et cabarets de l'ancien Versailles (1907)
- Les Compositeurs de musique versaillais (1906)
- Aventures de Jean-Baptiste de Monicart et comment il écrivit à la Bastille son Versailles immortalisé (1906)
- Orgues et organistes de Saint-Germain des Près (1906)
- Le Théâtre de Versailles et la Montansier (1905)
- Études historiques sur le VIe arrondissement de Paris. La rue de Buci, ses maisons et ses habitants
- Le château de Versailles en 1795 d'après le journal de Hugues Lagarde, bibliothécaire et conservateur du musée (1903)
- Les sources de l'histoire de Seine-et-Oise (1903)
- Pierre-François Tissot (1768-1854) (1902)
- Versaillais d'autrefois : un fils de Louis XV ; le jardin du Mis de Cubières ; l'enfance de Mme de Pompadour ; la mort et les obsèques de Mme de Pompadour (1902)
- L'opéra à Versailles en 1770 pour les fêtes du mariage de Marie-Antoinette (1902)
- La Chevalière d'Éon à Versailles de 1777 à 1779 (1901)
- Les Voitures publiques à Versailles sous l'ancien régime (1900)
- Études historiques sur le VIe arrondissement de Paris. La Foire Saint-Germain des Prés (1900)
- L'ouverture de l'Odéon en 1797 (1900)
- Les Voitures publiques à Versailles sous l'Ancien Régime (1900)
- L'Odéon (1900)
- Les Propriétaires versaillais sous l'ancien régime (1900)
- Une expédition de police à Versailles en 1525 (1899)
- Laurent Le Cointre, député de Seine-et-Oise à la Législative et à la Convention (1742-1805) (1899)
- Une Expédition de police à Versailles en 1525 (1899)
- De Separationibus (Dig. 42,6). Du bénéfice d'inventaire...(1858)